# Vengeance (film, 1913)
Pour les articles homonymes, voir Vengeance (homonymie).
Vengeance est un film muet américain réalisé par Lorimer Johnston et sorti en 1913.

## Fiche technique
- Réalisation : Lorimer Johnston
- Date de sortie :  États-Unis : 25 octobre 1913

## Distribution
- Eugene Pallette : Jack Baldwin
- Belle Bennett : Grace Summerfield
- Eugene Pallette : Parker